# Geodia globus
Geodia globus är en svampdjursart som beskrevs av Schmidt 1870. Geodia globus ingår i släktet Geodia och familjen Geodiidae. Inga underarter finns listade i Catalogue of Life.